# 코르넬리아 엔더
코르넬리아 엔더(독일어: Kornelia Ender, 1958년 10월 25일 ~ )는 전 동독의 수영 선수이자, 1976년 몬트리올 올림픽에서 세계 신기록들로 4개의 금메달을 획득하였다.
작센주 플라우엔 출신으로 어린 나이에 수영 훈련을 받았으며, 1972년 뮌헨 올림픽에 13세의 나이로 참가하여 3개의 은메달을 획득하였다.
단 하나의 올림픽에서 4개의 금메달을 획득한 첫 여성 선수가 된 엔더는 다음 세월 동안에 개인 종목에서 32개의 세계 기록들을 깼다.
그 후에 동독 팀의 의사들이 선수들에게 조직적으로 약물을 시행함이 증명되었다.

## 같이 보기
- 올림픽 다관왕 목록